# Pierre Cuypers

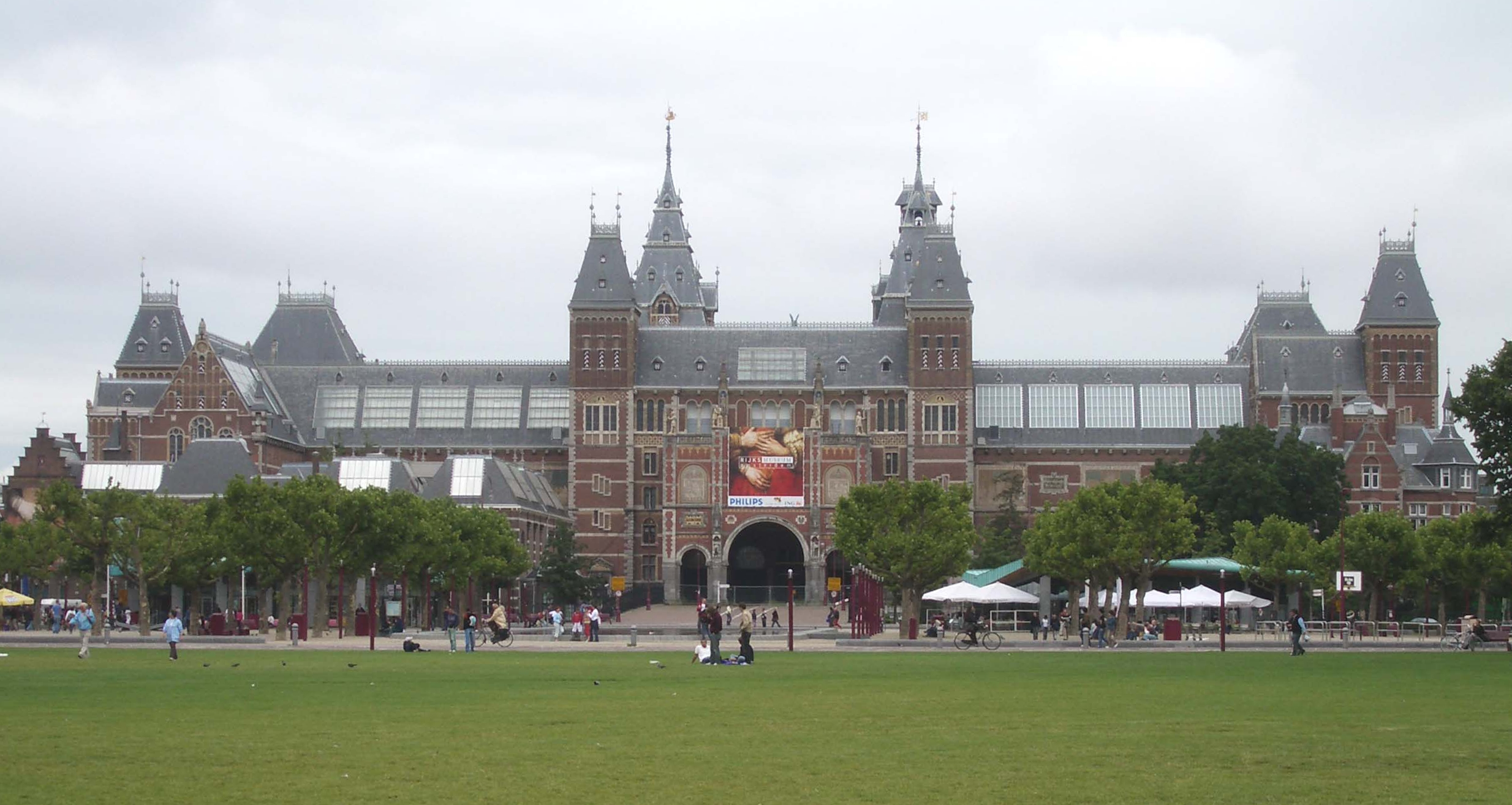
O Rijksmuseum foi projetado por Cuypers em uma combinação dos estilos renascentista e gótico no final da década de 1870. O resultado é semelhante ao Hôtel de Ville em Paris no que é considerado o estilo "neo-renascentista francês". No entanto, no Rijksmuseum os elementos góticos parecem prevalecer sobre o Renascimento e o edifício, apesar das colinas renascentistas inglesas e dos telhados château, às vezes é considerado Neo-Gótico.

Petrus Josephus Hubertus "Pierre" Cuypers (16 de maio de 1827 – 3 de março de 1921) foi um arquiteto holandês. Seu nome é mais frequentemente associado à Estação Central de Amsterdã (1881-1889) e ao Rijksmuseum (1876-1885), ambos em Amesterdão. Mais representativas para sua obra, no entanto, são inúmeras igrejas, das quais ele projetou mais de cem. Além disso, restaurou muitos monumentos.

## Biografia
Cuypers nasceu em Roermond, filho de um pintor de igreja, e cresceu em um ambiente onde o interesse pela arte era incentivado. Depois de estudar na faculdade urbana de Roermond, mudou-se para Antuérpia em 1844 para estudar arquitetura na Royal Art Academy. Ele foi ensinado por Frans Andries Durlet, Frans Stoop e Ferdinand Berckmans, todos os pioneiros da arquitetura neogótica na Bélgica. Cuypers era um bom aluno; em 1849, ganhou o Prix d'Excellence da academia.
Depois de uma excursão na Rheinland alemã, ele voltou para Roermond, onde foi nomeado arquiteto municipal em 1851. Em 1852, ele abriu uma oficina onde se fabricava arte eclesiástica.
O trabalho eclesiástico de Cuypers foi inicialmente fortemente influenciado pela arquitetura francesa do século XIII e pelos escritos de seus amigos Eugene Viollet-le-Duc e J.A. Alberdingk Thijm. Cuypers construiu muitas igrejas em toda a Holanda, nas quais a influência francesa desempenhou um papel proeminente. Os destaques deste primeiro período são a Igreja de Lambert em Veghel e a Igreja de Santa Catarina em Eindhoven, entre outros. De 1870 em diante, o estilo de Cuypers tornou-se mais influenciado pelos estilos góticos nativos da Holanda, bem como pelos estilos góticos de outros países, como Noruega e Itália. Ele também experimentou centralizar planos básicos e outros layouts não convencionais. Nesta segunda parte de sua carreira, ele construiu alguns de seus melhores trabalhos. Depois de 1883, ele foi auxiliado por seu filho Joseph Cuypers em grande parte de seu trabalho.
Cuypers conduziu muitas restaurações. Suas concepções sobre as restaurações foram freqüentemente criticadas; a restauração frequentemente implicava que o edifício estava terrivelmente danificado, mas Cuypers tentou satisfazer uma imagem idealizada do estilo ou a ideia de como os construtores originais pretendiam que um edifício fosse, em vez de preservar a evolução arquitetônica do edifício. Um primeiro exemplo disso é a extensa restauração da Igreja Munster em Roermond, onde Cuypers substituiu as torres originais por novas. A partir de 1875 liderou a restauração da fachada oriental da Catedral de Mainz, que executou de acordo com seus próprios planos em estilo românico. Ao fazer isso, ele criou como um pólo oposto ao grupo da torre oeste o capacete alto e provavelmente gótico da torre oriental, substituindo um chão de sino e a cúpula de ferro Moller.
Pierre Cuypers era tio de Eduard Cuypers, que treinou sua prática quando jovem. Outros parentes que se tornaram arquitetos são seus netos Pierre Cuypers jr. e Theo Taen.
Cuypers era católico romano praticante e membro dos leigos dominicanos. Como tal, ele foi enterrado no hábito dominicano. Ele morreu em sua cidade natal, Roermond, aos 93 anos.

## Obras principais
- Ponte ferroviária de Nijmegen (construída em 1875-1879)
- Rijksmuseum Amsterdam (construído entre 1876-1885)
- Estação Central de Amsterdã (1881-1889)
- Kasteel de Haar (1892–1907)
- St. Martinuskerk, Groningen (construído em 1895, demolido em 1982)

## Festas especiais relacionadas com o "ano Cuypers"
O ano de 2007-2008 foi proclamado "Cuypersjaar" (ano Cuypers) na Holanda. Um grande número de atividades e exposições são organizadas em torno deste tema, incluindo uma exposição sobre a arquitetura de Cuypers no Instituto de Arquitetura dos Países Baixos em Roterdão e Maastricht.

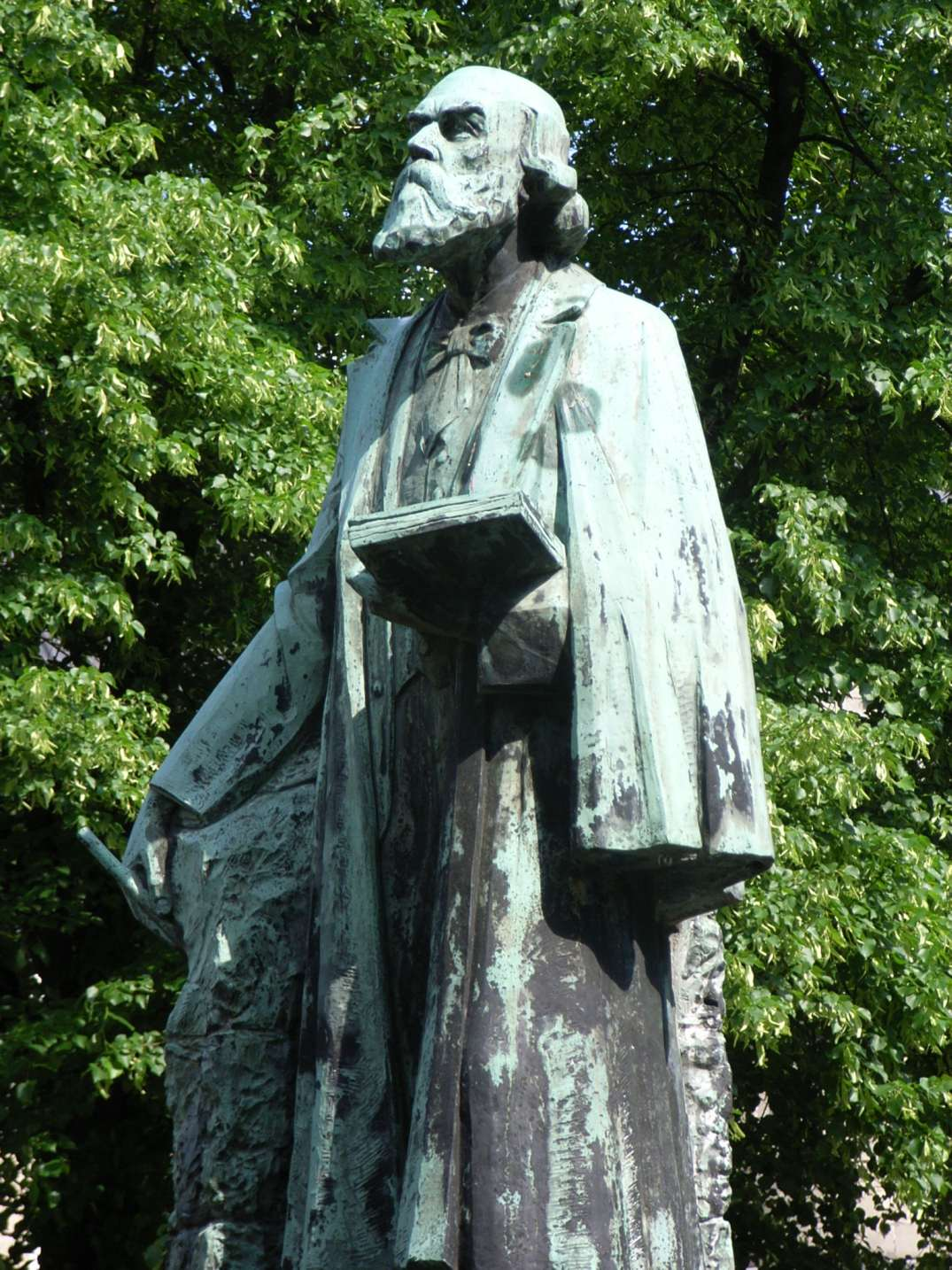
Estátua de Pierre Cuypers (por August Falise ), Munsterplein, Roermond (Países Baixos)
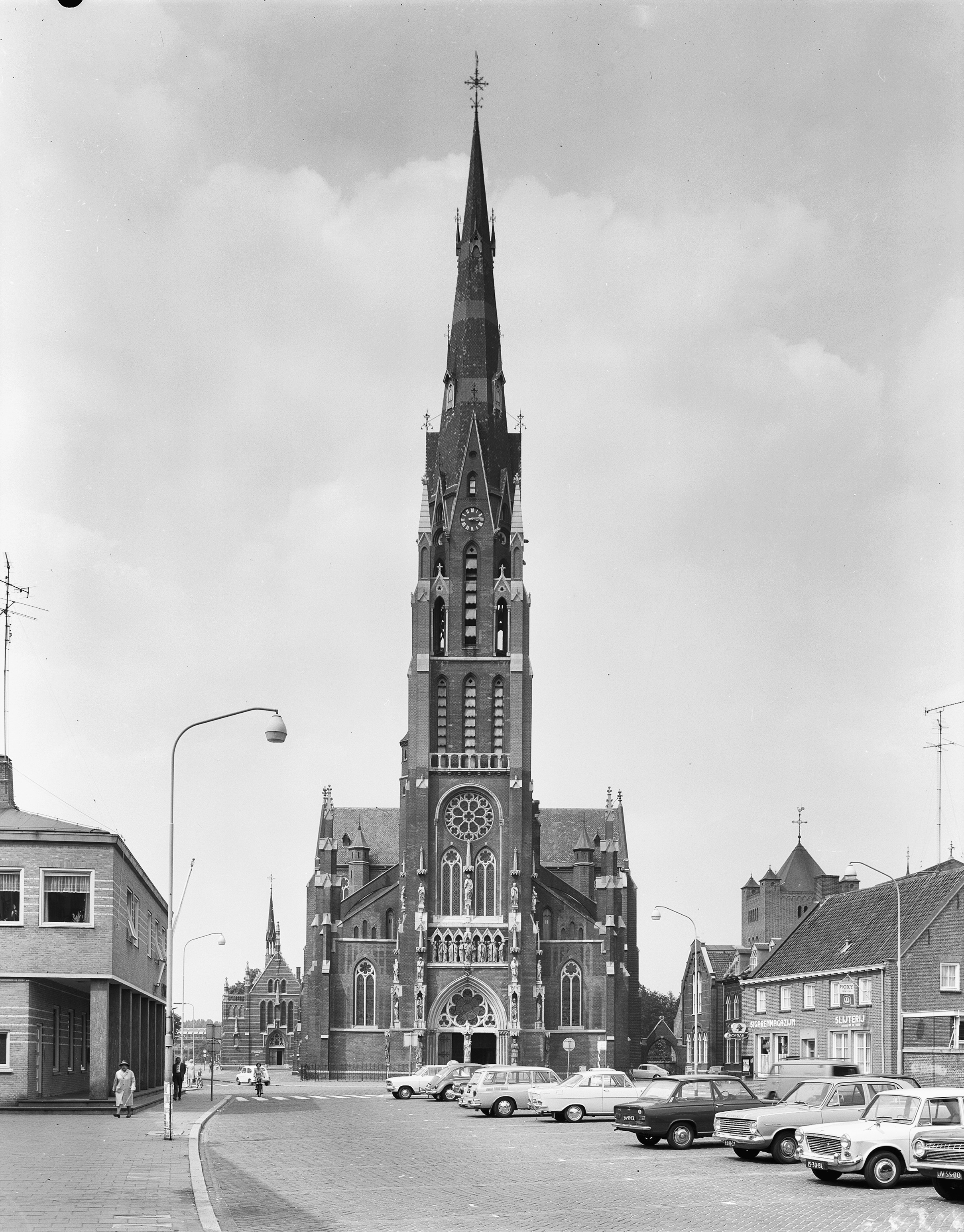
Igreja de São Lamberto (Veghel)
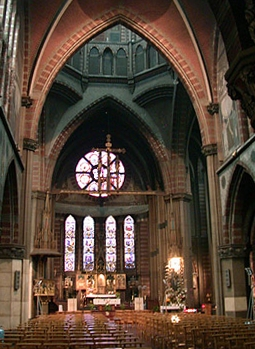
Mosteiro de Santo Antônio de Pádua (Bruxelas)
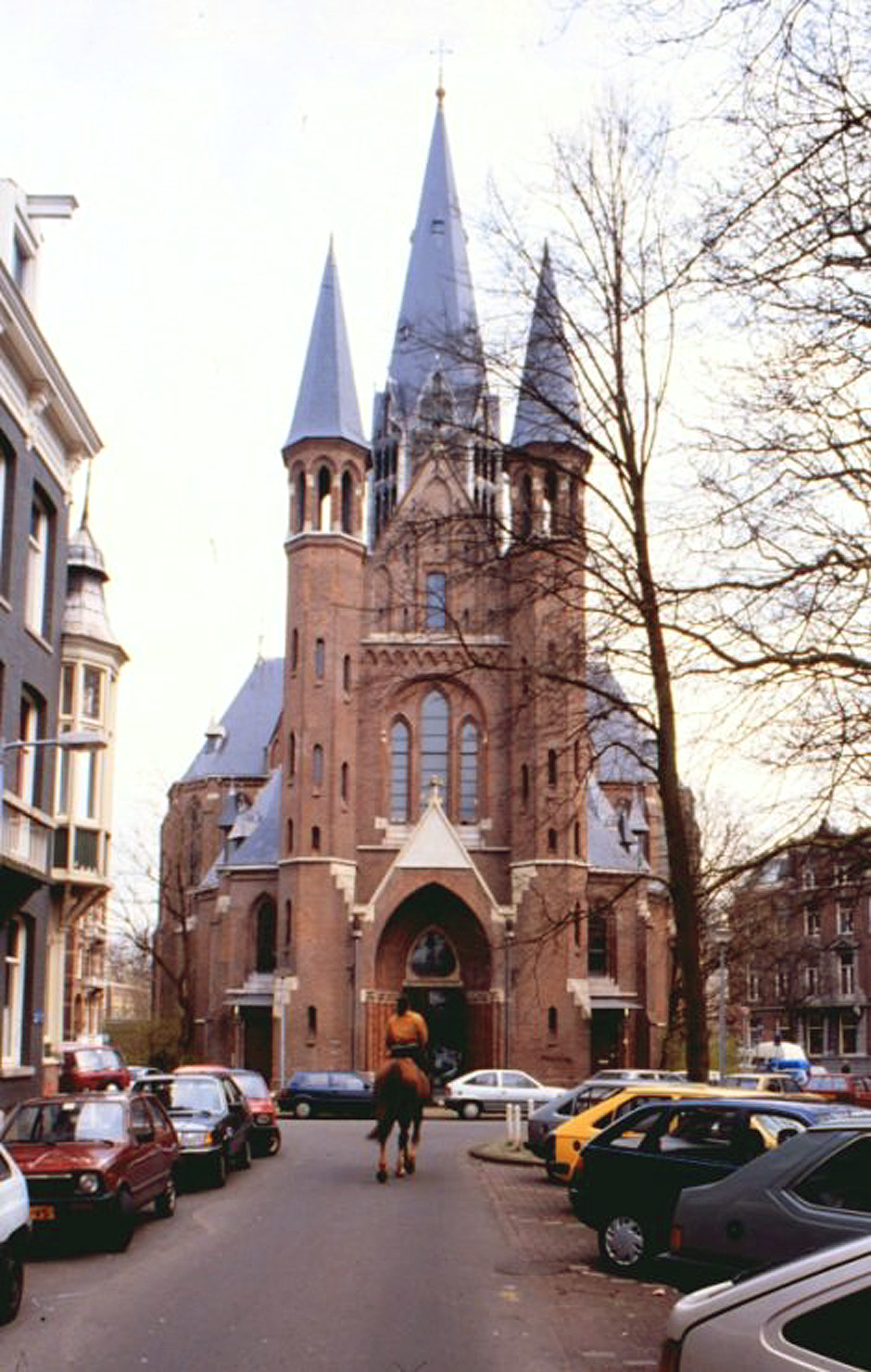
Vondelkerk (Amsterdã)
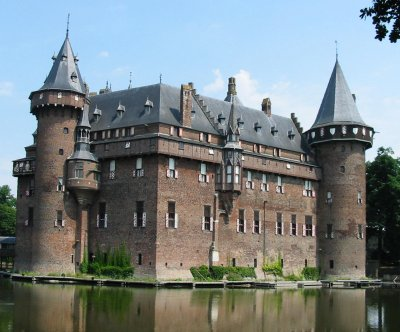
Castle de Haar, Haarzuilens (Países Baixos)
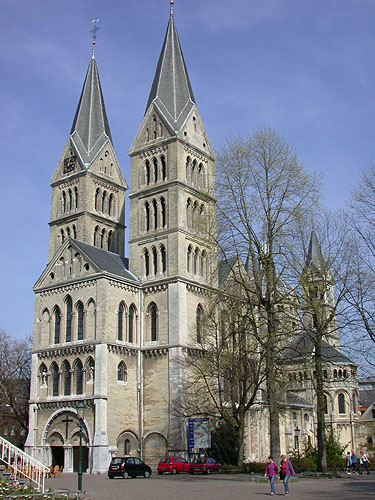
Munsterkerk, Roermond (Países Baixos)
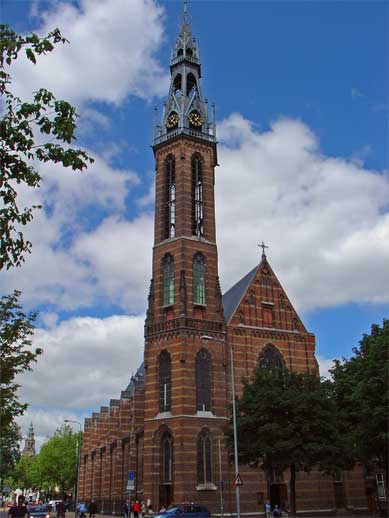
Catedral de São José, Groningen (Países Baixos)
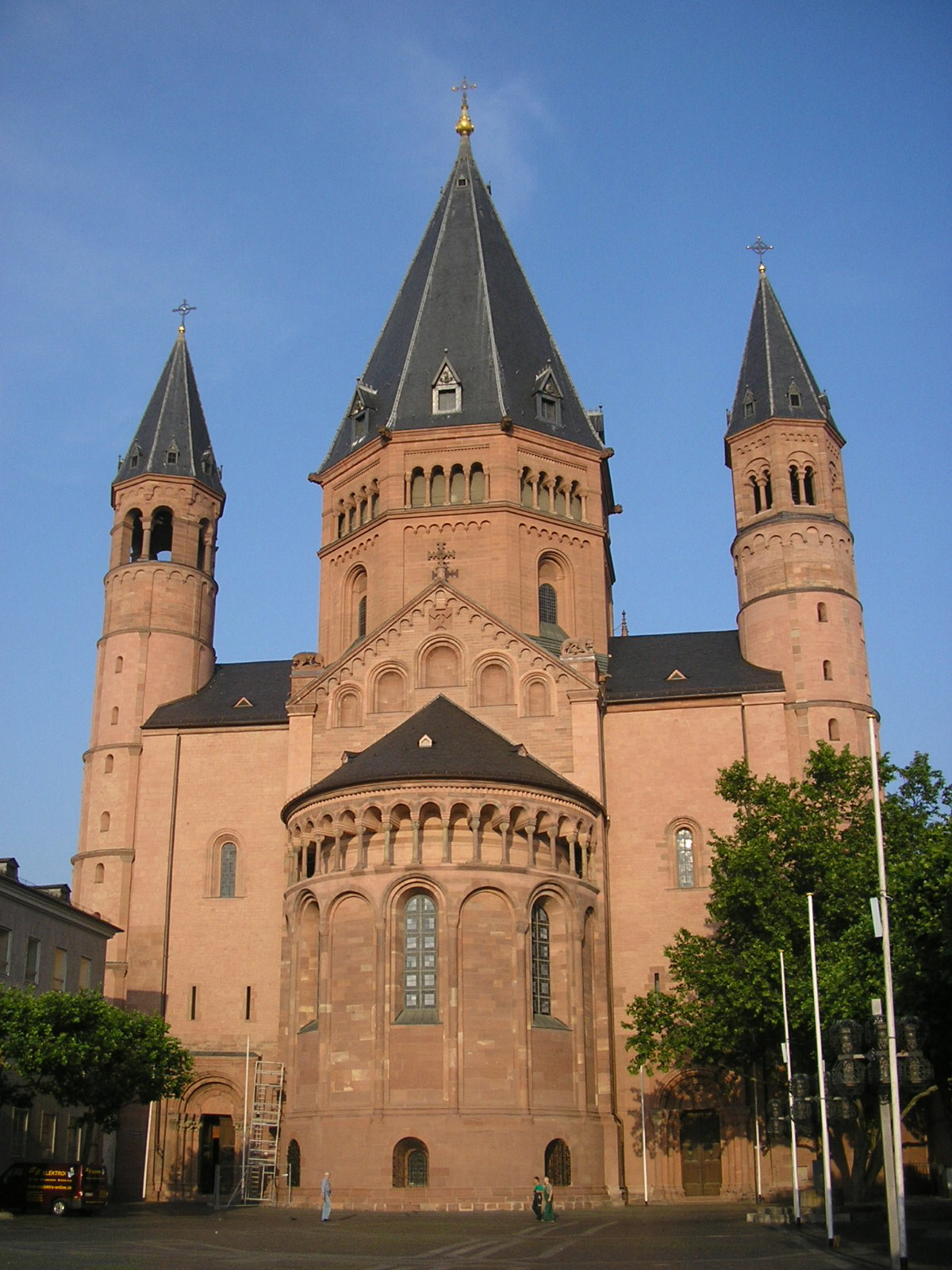
Frente oriental da Catedral de Mainz. A torre central remonta à obra de Cuypers em 1875.
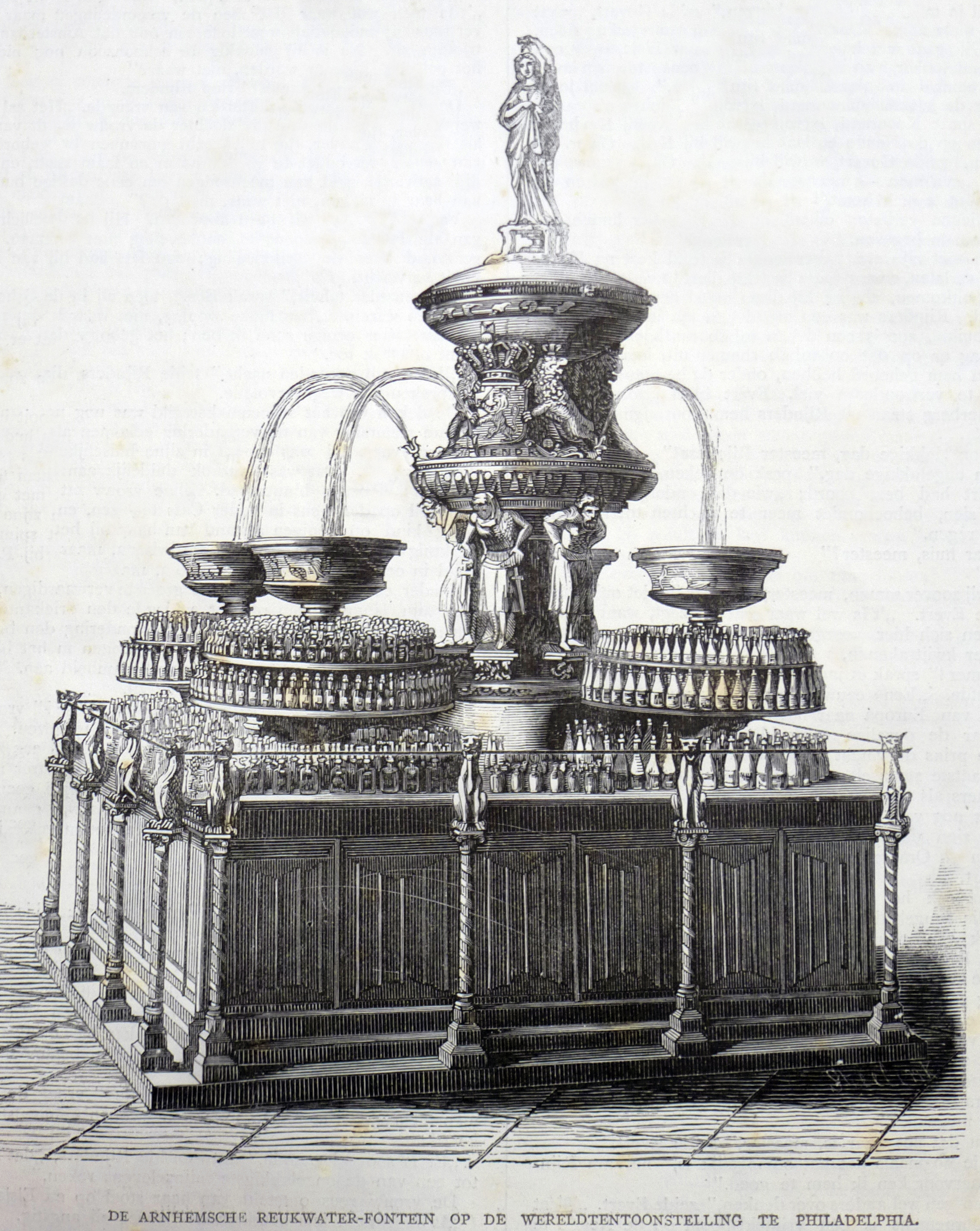
Fonte de perfume para a contribuição neerlandesa para a Exposição do Centenário em 1876